# John Petre, 1. Baron Petre

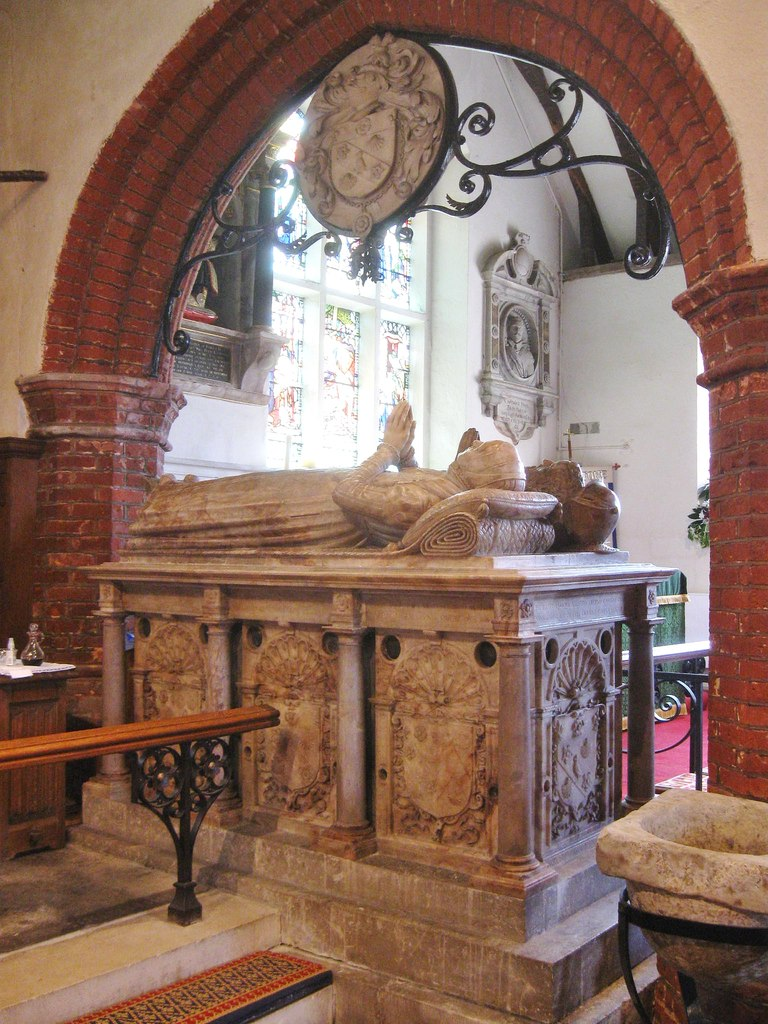
Grabdenkmal von John Petre, 1. Baron Petre in der Pfarrkirche von Ingatestone

John Petre, 1. Baron Petre (* 20. Dezember 1549; † 11. Oktober 1613 in Thorndon Hall) war ein englischer Adliger und Politiker.

## Herkunft
John Petre war der dritte, doch älteste überlebende Sohn von Sir William Petre und dessen zweiten Frau Anne Browne. Sein Vater war vom Sohn eines Freibauern zu einem einflussreichen Beamten und Politiker aufgestiegen. John Petre studierte 1567 am Middle Temple in London.

## Aufstieg zum Baron
Nach dem Tod seines Vaters 1572 erbte Petre dessen umfangreichen Landbesitz, der vor allem in Devon und Essex lag, und den Landsitz Ingatestone Hall. 1574 konnte er den Erwerb des Gutes Thorndon Hall in Essex abschließen, womit bereits sein Vater begonnen hatte. Als bedeutender Grundbesitzer war Petre bald in verschiedenen lokalen Ausschüssen tätig. Ab 1573 war er Friedensrichter und von 1575 bis 1576 diente er als Sheriff von Essex. 1576 wurde er zum Ritter geschlagen. 1595 betrugen seine jährlichen Einkünfte £ 4280, von denen etwa £ 2900 von seinen Gütern in Essex kamen. Bei den Unterhauswahlen 1584 und 1586 wurde er jeweils als Knight of the Shire für Essex gewählt. Im House of Commons war er in mehreren Ausschüssen aktiv. Obwohl seine Mutter und seine Frau Katholiken waren, leistete er den Suprematseid und blieb gegenüber Königin Elisabeth I. loyal. Bei der in Essex umkämpften Unterhauswahl 1588 kandidierte Petre nicht erneut, ebenso nicht 1593. Ab 1590 war er Deputy Lieutenant von Essex, und 1597 gelang es ihm, dass sein ältester Sohn William als Knight of the Shire gewählt wurde. Nach dem Tod von Elisabeth I. erhob ihn deren Nachfolger Jakob I. am 21. Juli 1603 zum Baron Petre, womit er Mitglied des House of Lords wurde. In der Folge betätigte er sich kaum noch politisch, vielleicht war dies auch die Folge einer Krankheit. 1610 nahm er noch an der Einsetzung des Thronfolgers Henry als Prince of Wales teil, ebenso 1612 an dessen Beisetzung. Petre wurde nach seinem Tod in der Pfarrkirche von Ingatestone beigesetzt.

## Familie und Nachkommen
Am 17. April 1570 hatte Petre Mary Waldegrave († 1604), die älteste Tochter von Sir Edward Waldegrave und dessen Frau Frances Nevill aus Borley geheiratet. Mit ihr hatte er mehrere Kinder, darunter:
- William Petre, 2. Baron Petre
- John Petre († 1623) ⚭ Dorothy Parker
- Thomas Petre ⚭ Elizabeth Baskerville